# Polygala brevifolia
Polygala brevifolia är en jungfrulinsväxtart som beskrevs av Thomas Nuttall. Polygala brevifolia ingår i släktet jungfrulinssläktet, och familjen jungfrulinsväxter. Inga underarter finns listade i Catalogue of Life.